# Jamie Altelaar
Jamie Altelaar (Amsterdam, 6 april 1999) is een Nederlands voetbalspeelster.
Altelaar begon op negenjarige leeftijd met voetballen bij KFC en fc Diemen. Ze volgde het talentenprogramma bij CTO Amsterdam en ging vervolgens bij vv Alkmaar in de Eredivisie spelen. In 2019 vertrok ze naar het Duitse BV Cloppenburg, dat in de tweede Bundesliga uitkomt, om een jaar later een jaar bij sc Heerenveen te tekenen. In de zomer van 2021 gaat ze naar Ajax. 

## Statistieken
| Seizoen | Club           | Land      | Competitie | Wedstrijden | Doelpunten |
| ------- | -------------- | --------- | ---------- | ----------- | ---------- |
| 2017/18 | VV Alkmaar     | Nederland | Eredivisie | 22          | 1          |
| 2018/19 | VV Alkmaar     | Nederland | Eredivisie | 18          | 3          |
| 2019/20 | fc Twente      | Nederland | Eredivisie | 3           | 0          |
| 2019/20 | BV Cloppenburg | Nederland | 2BW        | 1           | 0          |
| 2020/21 | sc Heerenveen  | Nederland | Eredivisie | 15          | 0          |
| 2021/22 | Ajax           | Nederland | Eredivisie |             |            |
| Totaal  | Totaal         | Totaal    | Totaal     | 63          | 4          |

Laatste update: juli 2021

## Interlands
Altelaar speelde op 4 juli 2014 haar eerste wedstrijd voor Oranje O16. Op 19 oktober 2016 speelde ze haar eerste van 23 interlands voor Oranje O19. Op 28 mei 2019 speelde ze haar eerste wedstrijd voor Oranje O23.